# (4146) Rudolfinum
(4146) Rudolfinum ist ein Hauptgürtelasteroid mit einem Durchmesser von etwa 11,2 km, der am 16. Februar 1982 von Ladislav Brožek vom Kleť-Observatorium aus entdeckt wurde.
Der Asteroid wurde nach dem Rudolfinum in Prag benannt.